# مورغان موسى
مورغان موسى (بالإنجليزية: Morgan Moses)‏ هو لاعب كرة قدم أمريكية أمريكي، ولد في 3 مارس 1991 في ريتشموند في الولايات المتحدة.

## وصلات خارجية
- مورغان موسى على موقع إي إس بي إن.كوم (أن.أف.أل)3
- مورغان موسى على موقع مرجع كرة القدم المحترفة.كوم (الإنجليزية)
- مورغان موسى على موقع كلية كرة القدم في سبورتس رفرنس.كوم (الإنجليزية)